# Багатонаціональні сили і спостерігачі
Багатонаціональні сили та спостерігачі (англ. "Multinational Force and Observers") - це міжнародні миротворчі сили на Синайському півострові, що спостерігають за виконанням мирної угоди, укладеної між Єгиптом та Ізраїлем у 1978 році. Сили зазвичай працюють на Синайському півостріові та навколо нього. Контингент миротворців складається з військових 13 країн. 

## Структура
Головний офіс MFO знаходиться в Римі, де його очолює Генеральний директор. Також є два регіональні відділення - в Тель-Авіві та Каїрі, а самі сили розташовані в зоні С на Синайському півострові під командуванням командувача Сил.

## Розгорнуті сили станом на 2020 рік
- - 30 співробітників
- - піхотний батальйон (COLBATT) - 358 чоловік
- - 3 співробітники, що базуються у штабі Сил, 18 чоловік на транспортному літаку CASA C-295M
- - Піхотний батальйон - 329 осіб
- - 2 співробітники, що базуються у підрозділі зв'язку
- - підрозділ військової поліції - 41 особа
- - підрозділ прибережного патрулювання складається з 75 осіб та 4 патрульних катерів типу «Есплораторе»
- - 2 офіцери
- - 28 осіб
- - 6 осіб, що базуються у штабі Сил.
- - три підрозділи, спільно відомі як Синайська Оперативна Група:
  - Штаб сил - 40 осіб
  - Піхотний батальйон - 440 осіб
  - Батальйон підтримки - 235 осіб
- - 87 працівників транспортно-інженерного підрозділу
- - 1 майор і 1 унтерофіцер

## Хронологія
26 березня 1979 року підписано ізраїльсько-єгипетський мирний договір.
У січні 1982 року близько 160 американських солдатів з Форту Брегг, штат Північна Кароліна, були розміщені на Синаї. Ці солдати мали підготувати інфраструктуру для місії.
У березні 1982 року австралійські та новозеландські військові авіаційні підрозділи відправлені та розміщені в регіоні 20 березня 1982 року як авіаційний підрозділ.
25 квітня 1982 року відбувся офіційний старт місії.
15 лютого 1984 року вбиство Лемоні Ханта, командувача американської частини багатонаціональних сил на Синаї, відповідальність за яке взяли на себе італійські Червоні бригади.
12 грудня 1985 року цивільний літак рейсу «Ерроу Ейр Флайт 1285» (англ. Arrow Air Flight 1285), що займався перекиданням особового складу 101 дивізії США, що брала участь у миротворчій місії Багатонаціональні сили і спостерігачі на Синайському півострові, під час перельоту до Кентуккі, зазнав авіакатастрофи біля Гандера, Ньюфаундленд. Усі 8 членів екіпажу та 248 десантників дивізії зі складу 502-го полку загинули на місці.
У грудні 1989 року, під час тренувального польоту розбився канадський гелікоптер CH-135 за одну милю на північ від Ель-Гори. Обидва члени екіпажу були поранені, один серйозно.
Чисельність персоналу MFO у 2017р. зменшилася з 1 383 до 1 300 осіб. Це скорочення стало результатом реорганізації сил у 2016-2017рр., коли MFO скоротили присутність на півночі Сінаю і перейшли до широкого застосовування автономних датчиків замість наземного спостереження.
12 листопада 2020, поблизу від міста Шарм-еш-Шейх зазнав аварії військовий гелікоптер багатонаціональних сил. Загинули 8 миротворців - шестеро американців, чех і француз. UH-60 Black Hawk виконував розвідувальну місію і розбився неподалік острова Тиран. Ізраїль і Єгипет заявили, що попередньою причиною аварії стала технічна несправність — ознак атаки не було.
16 липня 2022 року Президент США Джо Байден оголосив про виведення миротворців з острова Тиран в Червоному морі в ході візиту до Саудівської Аравії. За словами президента США, тепер острів буде відкритий для туризму та економічного розвитку. США і Саудівська Аравія домовилися зберегти заходи у сфері безпеки і свободу судноплавства з усіх боків, включаючи Ізраїль.